# Karcheezer See
Der Karcheezer See ist ein See im Gemeindegebiet von Gülzow-Prüzen im Landkreis Rostock in Mecklenburg-Vorpommern.
Das L-förmige Gewässer hat eine Größe von 36,3 Hektar und eine Ausdehnung von 1450 Metern von Südwest nach Nordost. Die Breite beträgt maximal 630 Meter. Der Wasserspiegel liegt 7,8 m ü. NHN. Parallel zum langen Schenkel des L-förmigen Beckens schließt sich im Norden der Prüzener See an, zu dem eine schmale Verbindung besteht.
Der namensgebende Ort Karcheez liegt am Ostufer. Die Landzunge zum Prüzener See ist größtenteils bewaldet. Mit Ausnahme des südöstlichen Uferabschnitts ist das Gewässer von einem Baumgürtel umgeben, an den sich nach Westen, Süden und Osten Wiesen und Ackerflächen anschließen. Von Süden fließen dem See mehrere Gräben zu, unter anderem einer aus dem Lenzener See und einer aus dem Schloßsee. Zwischen dem Karcheezer und dem südwestlich liegenden Schloßsee befindet sich eine als Biotop erfasste und mit Erlenbruchwald bewachsene Seeverlandungszone.
Nach dem Trophiesystem ist das Gewässer eutroph eingestuft.